# Santiago Bernabéu metróállomás
Santiago Bernabéu metróállomás Spanyolország fővárosában, Madridban a madridi metró 10-es vonalán. Tulajdonosa és üzemeltetője a Consorcio Regional de Transportes de Madrid.

## Metróvonalak
Az állomást az alábbi metróvonalak érintik:
- 10-es metróvonal

## Kapcsolódó állomások
A metróállomáshoz az alábbi állomások vannak a legközelebb:
- Nuevos Ministerios (Puerta del Sur, 10-es metróvonal)
- Cuzco (Hospital Infanta Sofía, 10-es metróvonal)